# Leopoldo Calvo-Sotelo
Leopoldo Ramón Pedro Calvo-Sotelo y Bustelo, 1. markýz z Ría de Ribadeo (14. dubna 1926 Madrid – 3. května 2008 Pozuelo de Alarcón), obvykle známý jako Leopoldo Calvo-Sotelo, byl španělský politik, člen již zaniklé strany Unión de Centro Democrático, středové strany vedené Adolfo Suárezem. Byl premiérem Španělska v letech 1981–1982, v době přechodu mezi frankistickou diktaturou a demokracií. Roku 1976 byl krátce ministrem veřejných prací.